# Viaduc de la Tardes
Le viaduc de la Tardes est un viaduc ferroviaire aujourd'hui désaffecté qui franchit la Tardes, un affluent du Cher, entre Évaux-les-Bains et Budelière, deux communes de l'est du département français de la Creuse, toutes deux limitrophes de celui de l'Allier. Long de 250,50 m et haut de 91,33 m, le viaduc est constitué d'un tablier en croisillon en fer, soutenu par des piles en maçonnerie.

## Historique
Il fut conçu et construit entre 1882 et 1885 par la société Les Constructions métalliques et entreprises générales de travaux publics de Levallois-Perret (aujourd'hui Eiffage Métal), dirigées par Gustave Eiffel. L'ingénieur Daigremont fut le directeur des travaux. Il portait la voie ferrée unique de la ligne de Bourges à Miécaze sur laquelle passaient les trains entre Paris, Ussel et Aurillac. La section de la ligne entre Montluçon-Eygurande franchissant le pont fut ouverte au trafic le 13 juin 1887. Depuis mars 2008, plus aucun train n'y circule.
Il est inscrit aux Monuments historiques depuis le 15 janvier 1975.